# Hemiclepsis
Hemiclepsis är ett släkte av ringmaskar. Hemiclepsis ingår i familjen broskiglar.
Släktet innehåller bara arten Hemiclepsis marginata.